# Lovis Corinth

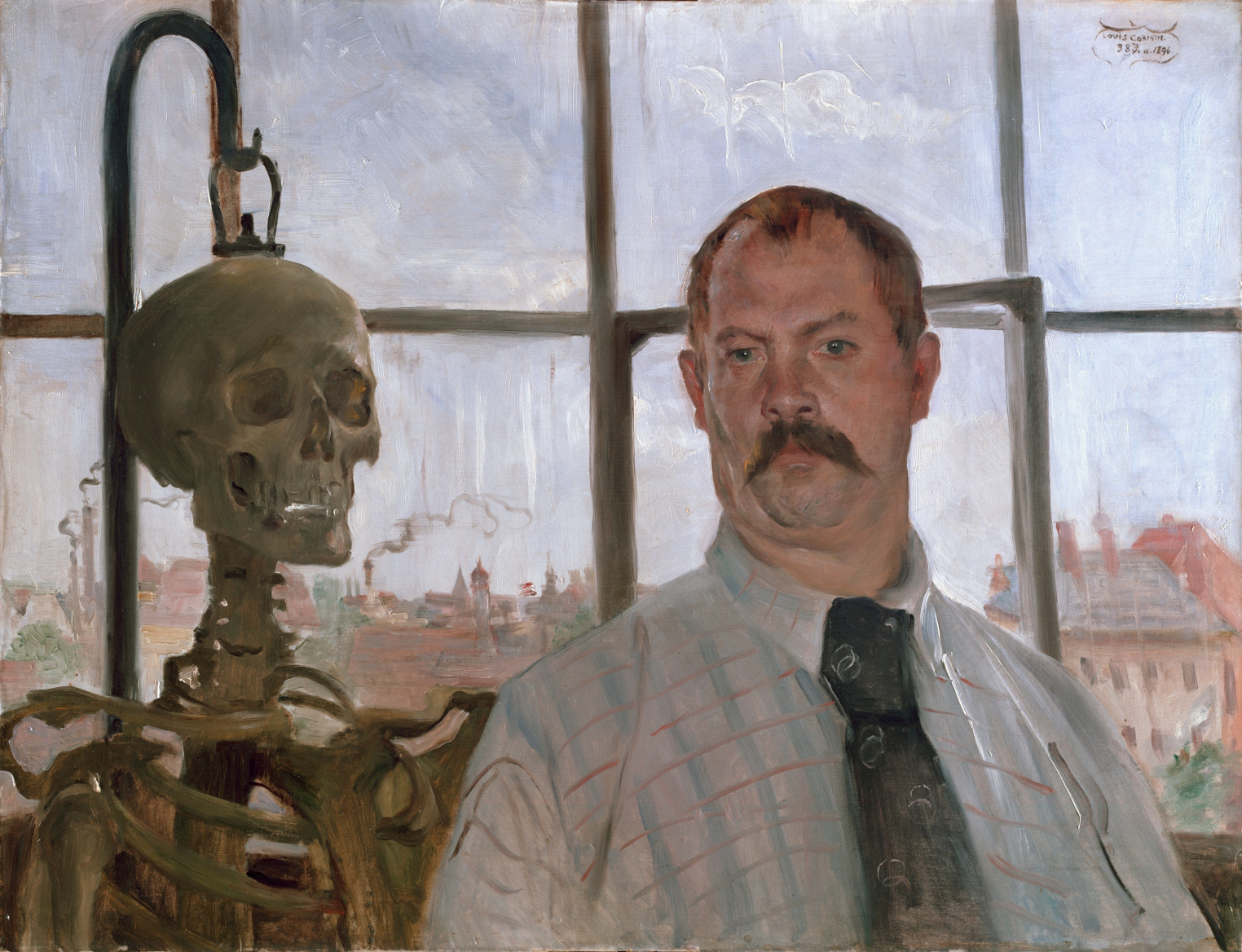
Zelfportret met skelet, 1896

Franz Heinrich Louis (Lovis) Corinth (Tapiau, Oost-Pruisen, 21 juli 1858 – Zandvoort, Nederland, 17 juli 1925) was een Duitse schilder en graficus. Naast Max Liebermann, Lesser Ury en Max Slevogt geldt hij als een belangrijke vertegenwoordiger van het Duitse impressionisme. Vooral zijn latere werk is een synthese van impressionisme en expressionisme.

## Levensloop
Corinth werd geboren in Oost-Pruisen en bezocht het gymnasium in Koningsbergen. Hij had al vroeg talent getoond voor de tekenkunst en bezocht in 1880 de Münchener Academie, die kon wedijveren met Parijs, hét centrum van Europa voor de avantgardistische beweging. Daar onderging hij de invloed van de School van Barbizon en Gustave Courbet, zoals destijds in München geïnterpreteerd door de Münchener kunstenaars Wilhelm Leibl en Wilhelm Trübner. Zijn vroege werk was nog naturalistisch. Hij maakte een studiereis naar Parijs en bezocht daar de lessen van William Bouguereau aan de Académie Julian. In 1891 keerde Corinth weer terug naar München, maar in 1892 verliet hij de Münchener Academie en sloot zich aan bij de allereerste Sezession, de Münchener Sezession. In 1894 werd hij lid van die freie Sezession en in 1899 nam hij deel aan de eerste door de Berliner Sezession georganiseerde tentoonstelling.
In 1900 verhuisde Corinth naar Berlijn, waar hij een solo-expositie kreeg in de galerie van Paul Cassirer. In 1902, toen hij 43 jaar was, opende hij een schilderschool voor vrouwen en huwde met zijn eerste leerlinge, de twintig jaar jongere Charlotte Berend. Zij werd zijn muze, zijn geestelijke partner, en de moeder van zijn twee kinderen. Ze had een sterke invloed op hem en het familieleven werd een belangrijk thema in zijn werk.
Corinth stond aanvankelijk afwijzend tegenover de expressionistische beweging, maar na een beroerte in 1911, waardoor hij gedeeltelijk verlamd raakte en met behulp van zijn vrouw weer moest leren schilderen, werd zijn stijl losser en begon zijn werk meer kenmerken van het expressionisme te vertonen.
Zijn gebruik van kleur werd levendiger en de door hem vervaardigde portretten en landschappen kregen een uitzonderlijke levendigheid en kracht. In deze fase van zijn leven maakte Corinth zijn bekendste schilderijen, de Walchensee-landschappen, die volgens velen ook zijn beste werk zijn.
In 1910 schonk Corinth het drieluik 'Golgatha' aan de kerk van zijn geboorteplaats Tapiau. Aan het einde van de Tweede Wereldoorlog, toen Oost-Pruisen door de Sovjet-legers werd veroverd, is het doek spoorloos verdwenen, zoals toen met zoveel andere kunstwerken en kerkschatten gebeurde. Overigens is Tapiau als een van de zeer weinige Oost-Pruisische plaatsen vrijwel ongeschonden uit de oorlog gekomen: Corinths geboortehuis staat er nog.
Van 1911 tot 1925 was Corinth, als opvolger van Max Liebermann, voorzitter van de Berliner Sezession.
In 1925 maakte Corinth een reis naar Nederland om de werken van zijn favoriete Hollandse Meesters (Frans Hals en Rembrandt van Rijn) te bekijken. Hij kreeg longontsteking en stierf in Zandvoort, vier dagen voor zijn 67e verjaardag. Corinth werd in Berlijn begraven.

## Werk
Zijn werk toont een ruime keuze aan onderwerpen. We zien van zijn hand onder meer landschappen, portretten, zelfportretten, naakten en Bijbelse taferelen. Olga Desmond was een van zijn modellen.
Corinth experimenteerde met alle grafische technieken, behalve de aquatint; zijn favoriete technieken waren etsen met de droge naald en de lithografie. Zijn eerste etsen maakte hij in 1891 en zijn eerste lithografie in 1894. In 1916 probeerde hij ook de houtsnede, maar maakte er maar 11. Corinth was erg productief en maakte in de laatste vijftien jaar van zijn leven meer dan 900 grafische werken, inclusief 60 zelfportretten. Van zijn complete oeuvre zijn de landschapen die hij maakte tussen 1919 en 1929 het meest geliefd.

### Werk ten tijde van het nationaalsocialisme
Alhoewel Corinth tijdens zijn leven een belangrijke en in aanzien staande vertegenwoordiger der Duitse kunst was en zich zeer vaderlandslievend had gedragen, werden veel van zijn werken ten tijde van het nationaalsocialisme zeer kritisch beschouwd. Vooral de meer expressionistische werken van de latere jaren werden als Entartete Kunst aangemerkt en tijdens de grote Reinigung der musea in 1937 werden in totaal 295 van zijn werken inbeslaggenomen en later in Zwitserland geveild of zijn verloren gegaan. Enige werken werden in München geëxposeerd op de Ausstellung Entartete Kunst.

## Galerij

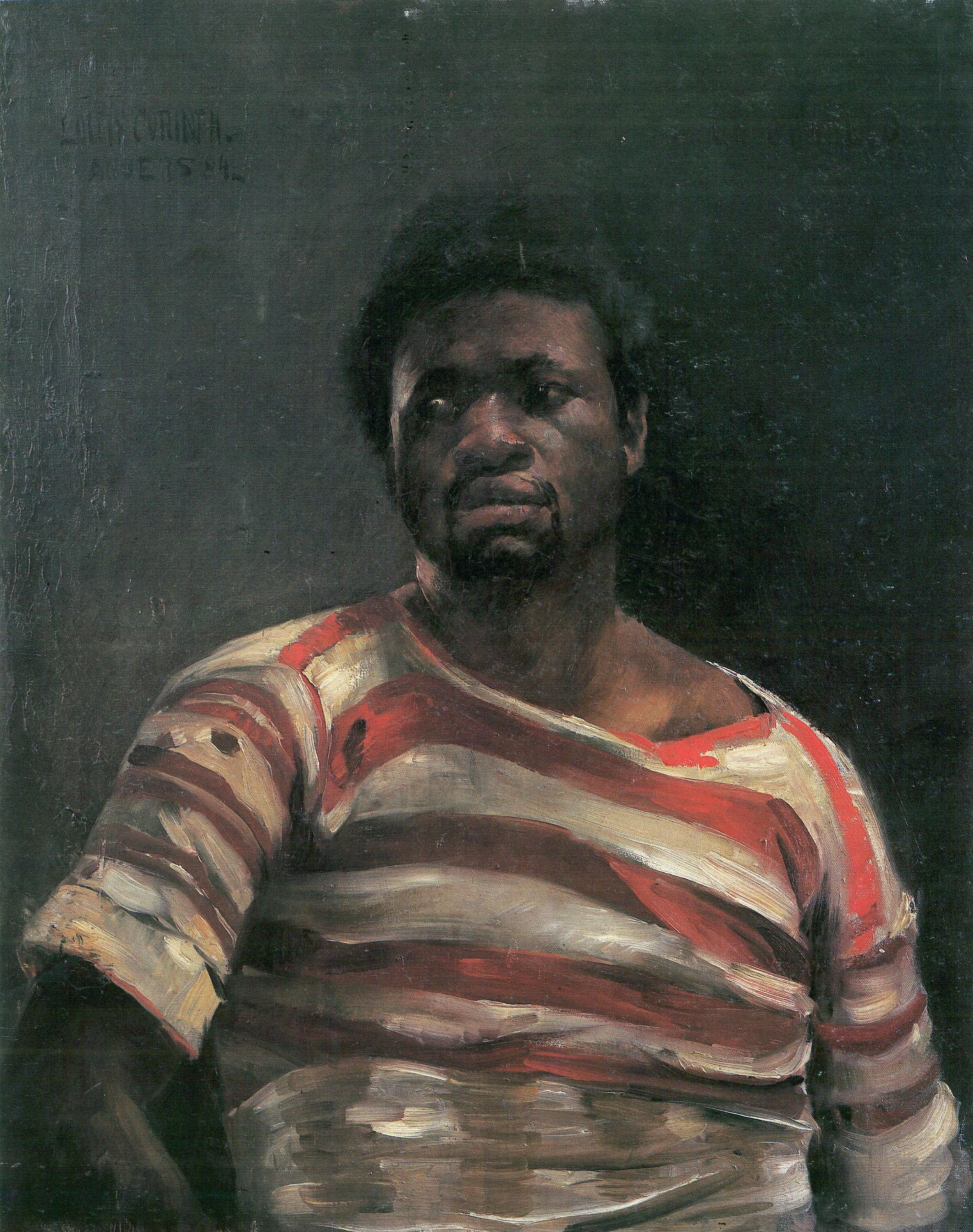
Un Othello, 1884
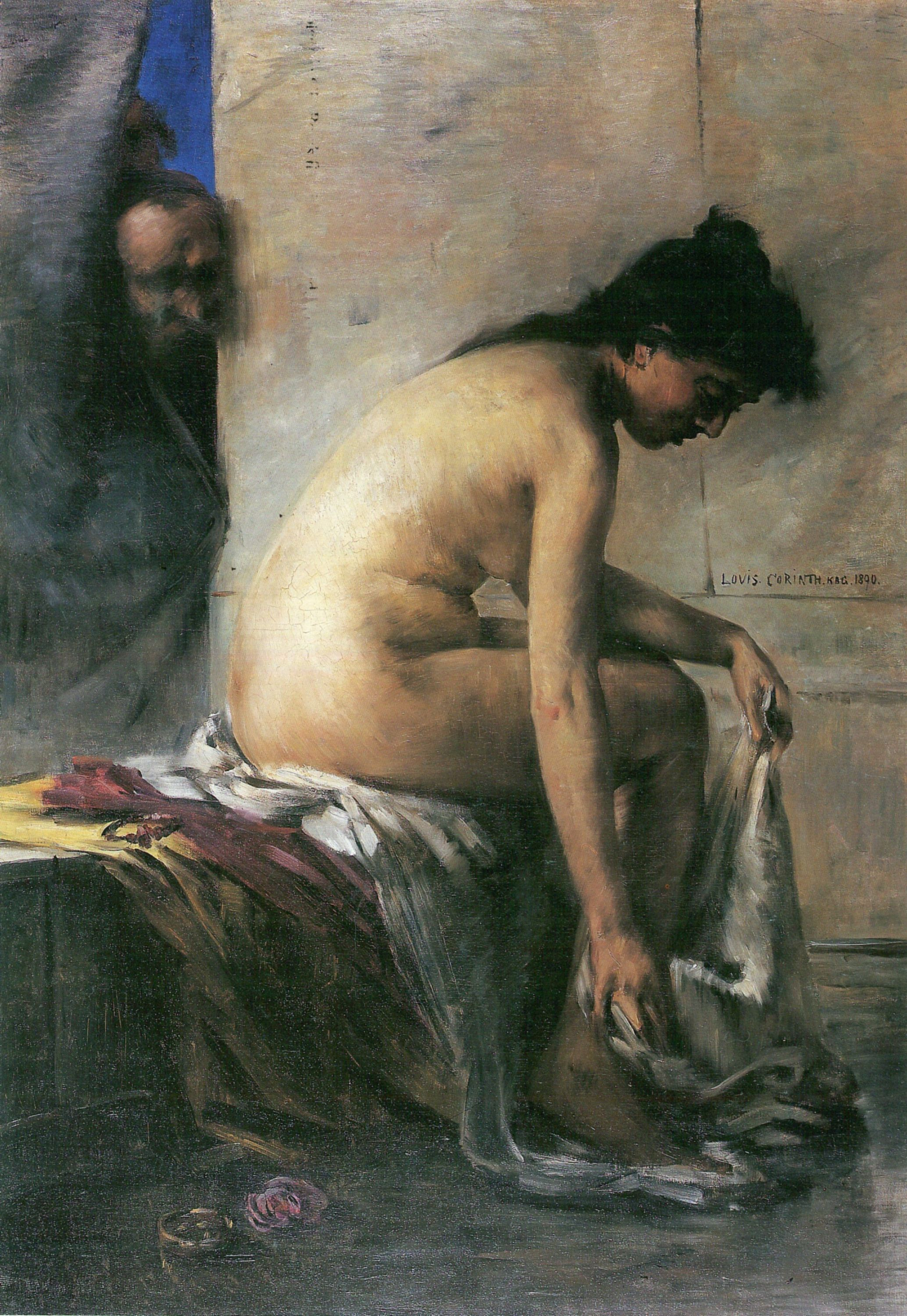
Susanna im Bade, 1890
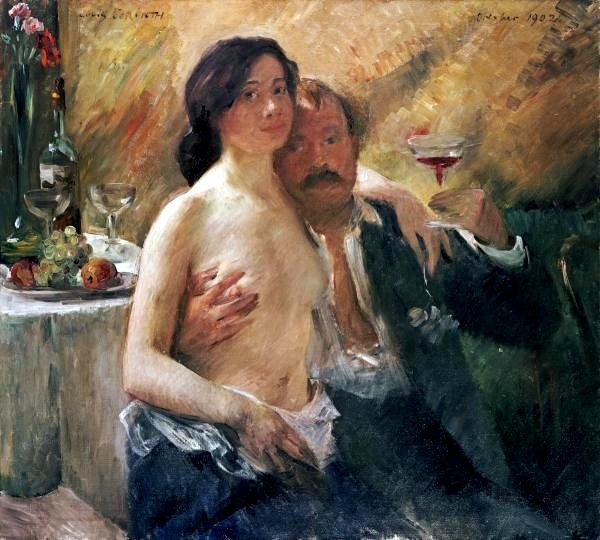
Zelfportret met Charlotte Berend en een champagneglas, 1902
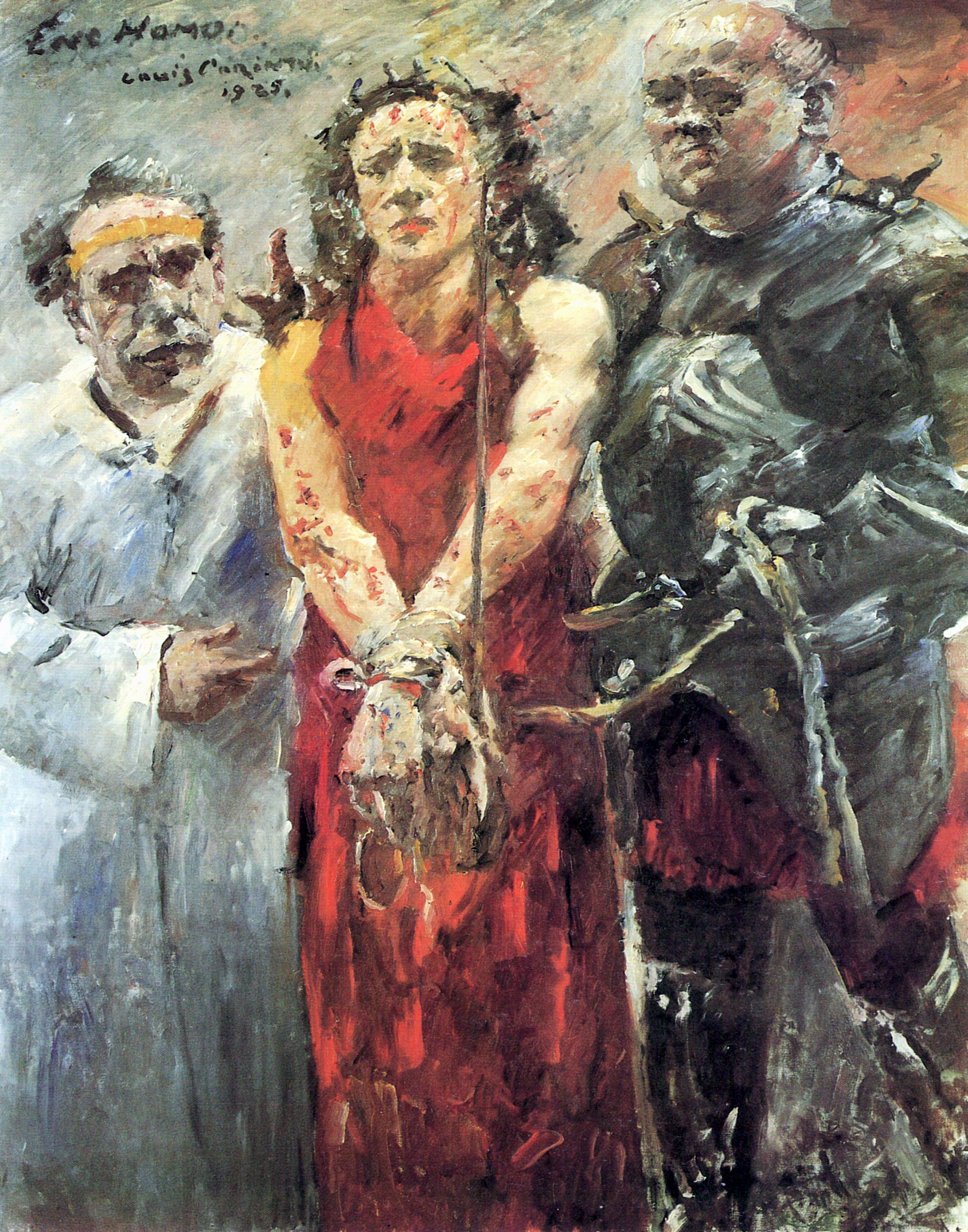
Ecce Homo, 1925